# Gottlob Ludwig Rabenhorst
Gottlob Ludwig Rabenhorst (Treuenbrietzen, 22 de março de 1806 – Meißen, 24 de abril de 1881) foi um botânico e micologista alemão.

## Biografia
Rabenhorst nasceu em Treuenbrietzen. Ele estudou em Berlim e Belzig de 1822 a 1830, trabalhou como farmacêutico em Luckau até 1840 e recebeu seu doutorado em Jena em 1841. A partir de 1840, ele viveu em Dresden, mudando-se para a vizinha Meissen em 1875, onde morreu aos 75 anos.
Famoso por sua pesquisa sobre a flora criptogâmica nativa da Europa central, seu nome está associado ao Kryptogamen-Flora von Deutschland, Oesterreich und der Schweiz, do Dr. L. Rabenhorst. Rabenhorst editou a revista científica Hedwigia de 1852 a 1878. Com Alexander Braun (1805–1877) e Ernst Stizenberger (1827–1895), ele foi editor da obra exsicata Die Characeen Europas.

## Publicações
- Rabenhorst, L. G. Deutschlands Kryptogamen-Flora oder Handbuch zur Bestimmung der kryptogamischen Gewächse Deutschlands, der Schweiz, des Lombardisch-Venetianischen Königreich und Istriens. Leipzig: E. Kummer. 1844–1848.
  - Vol. 1. Pilze. 1844.
  - Vol. 2. Div. 1. Lichenen. 1845.
  - Vol. 2. Div. 2. Algen. 1847.
  - Vol. 2. Div. 3.  Leber-, Laubmoose und Farrn. 1848.
- Dr. L. Rabenhorst's Kryptogamen-Flora von Deutschland, Oesterreich und der Schweiz. Zweite Auflage (2ª ed.).[4] Available at Digital Library of the Royal Botanic Garden of Madrid. Alguns volumes não foram publicados.[5]
  - Vol. 1. Die Pilze.
    - Div. 1. Schizomyceten, Saccharomyceten und Basidiomyceten. Winter, G. 1880–1885.
    - Div. 2. Ascomyceten: Gymnoasceen. Winter, G. 1884–1887.
    - Div. 3. Ascomyceten: Hysteriaceen. Rehm, H. 1887–1896
    - Div. 4. Phycomycetes. Fischer, A. 1892.
    - Div. 5. Ascomyceten: Tuberaceen. Fischer, E. 1896–1897.
    - Div. 6. Fungi imperfecti: Hyalin-sporige Sphaerioideen. Allescher, A. 1898–1903.
    - Div. 7. Fungi imperfecti: Hyalin-sporige Sphaerioideen. Allescher, A. 1901–1903.
    - Div. 8. Fungi imperfecti: Hyphomycetes. Lindau, G. 1904–1907.
    - Div. 9. Fungi imperfecti: Hyphomycetes. Lindau, G. 1907–1910.
    - Div. 10. Myxogasteres. Schinz, H. 1912–1920.

  - Vol. 2. Die Meeresalgen. Hauck, F. 1882–1889.
  - Vol. 3. Die Farnpflanzen. Luerssen, C. 1884–1889.
  - Vol. 4. Die Laubmoose.
    - Div. 1. Sphagnaceae. Limpricht, K.G. 1885–1889.
    - Div. 2. Bryinae. Limpricht, K.G. 1890–1895.
    - Div. 3. Hypnaceae und Nachträge. Limpricht, K.G.; Limpricht, H. 1895–1903.
    - Ergänzungsband (Supplement). Die Laubmoose Europas. Andreales — Bryales. Mönkemeyer, W. 1927.

  - Vol. 5. Die Characeen. Migula, W. 1895–1897.
  - Vol. 6. Die Lebermoose
    - Div. 1. Lebermoose. Müller, K. 1905–1911.
    - Div. 2. Lebermoose. Müller, K. 1912–1916.

  - Vol. 7. Die Kieselalgen.
    - Div. 1. Kieselalgen. Hustedt, F. 1930.
    - Div. 2. Kieselalgen. Hustedt, F. 1931–1959.
    - Div. 3. Kieselalgen. Hustedt, F. 1961–1966.

  - Vol. 8. Flechtenparasiten. Keissler, K.v. 1930.
  - Vol. 9. Die Flechten.
    - Div. 1 (1). Moriolaceae — Epigloeaceae — Dermatocarpaceae. Keissler, K.v.; Zschacke, H. 1933–1934.
    - Div. 1 (2). Pyrenulaceae — Mycoporaceae — Coniocarpineae. Keissler, K.v. 1937–1938.
    - Div. 2 (1). Arthoniaceae — Coenogoniaceae. Redinger, K.M. 1937–1938.
    - Div. 2 (2). Cyanophili. Köfaragó-Gyelnik, V. 1940.
    - Div. 3. Lecidaceae, not published.
    - Div. 4 (1). Cladoniaceae — Umbilicariaceae. Frey, E. 1932–1933.
    - Div. 4 (2). Cladonia. Sandstede, H. 1931.
    - Div. 5 (1). Acarosporaceae und Thelocarpaceae — Pertusariaceae. Magnusson, A.H.; Erichsen, C.F.E. 1934–1936.
    - Div. 5 (3). Parmeliaceae. Hillmann, J. 	1936.
    - Div. 5 (4). Usneaceae. Keissler, K.v. 1958–1960.
    - Div. 6. Teloschistaceae — Physciaceae. Hillmann, J.; Lynge, B.A. 1935. Caloplacaceae — Buelliaceae, não publicado.

  - Vol. 10. Flagellatae.
    - Div. 1. Chrysophyceae, not published.
    - Div. 2. Silicoflagellatae — Coccolithineae. Gemeinhardt, K.; Schiller, J. 1930.
    - Div. 3 (1). Dinoflagellatae (Peridineae). Schiller, J. 1932–1933.
    - Div. 3 (2). Dinoflagellatae (Peridineae). Schiller, J. 1935–1937.
    - Div. 4. Cryptomonadales, Chloromonadales und Euglenales, não publicado.

  - Vol. 11. Heterokonten. Pascher, A. 1937–1939.
  - Vol. 12. Chlorophyceae
    - Div. 1. Volvocales und Tetrasporales, não publicado.
    - Div. 2. Protococcales, not published.
    - Div. 3. Ulotrichales, not published.
    - Div. 4. Oedogoniales. Gemeinhardt, K. 1938–1940.
    - Div. 5. Siphonocladiales und Siphonales, não publicado.

  - Vol. 13. Conjugatae.
    - Div. 1 (1). Desmidiales: Desmidiaceen. Krieger, W. 1933–1937.
    - Div. 1 (2). Desmidiales: Desmidiaceen. Krieger, W. 1939.
    - Div. 2. Zygnemales. Kolkwitz, R.; Krieger, H. 1941–1944.

  - Vol. 14. Cyanophyceae. Geitler, L. 1930–1932.
  - Vol. 15. Not published.
    - Rhodophyceae des Süsswassers. Schmidt, O. Ch.
    - Phaeophyceae des Süsswassers. Schmidt, O. Ch.
    - Allgemeines über das System — Generalregister.